# Claude Roberjot
Claude Roberjot, né le 2 avril 1752 à Mâcon et assassiné le 28 avril 1799 près de Rastatt, est un député de Saône-et-Loire à la Convention nationale et au Conseil des Cinq-Cents sous le Directoire.

## Biographie
Son père Jean-Baptiste Roberjot est praticien et sa mère Anne Garnier.

### Mandat à la Convention
La monarchie constitutionnelle mise en place par la constitution du 3 septembre 1791 prend fin à l'issue de la journée du 10 août 1792 : les bataillons de fédérés bretons et marseillais et les insurgés des faubourgs de Paris prennent la palais des Tuileries. 
En septembre 1792, Claude Roberjot, alors curé constitutionnel de l'église Saint-Pierre de Mâcon et administrateur de la Saône-et-Loire, est élu député suppléant du département, le cinquième sur six, à la Convention nationale.  
En brumaire an II (octobre 1793), il annonce dans une lettre à la Convention qu'il démissionne de ses fonctions ecclésiastiques. Le même mois, il est admis à siéger à la Convention pour remplacer Jean-Louis Carra, député girondin guillotiné.  
En nivôse an III (décembre 1794), Claude Roberjot est élu représentant en mission auprès de l'armée du Nord et de l'armée de Sambre-et-Meuse. En vendémiaire an IV (octobre 1795), il est élu membre du Comité de Sûreté générale aux côtés de Pardoux Bordas, de Pierre Guyomar et d'Augustin Kervélégan.  

### Sous le Directoire
En vendémiaire an IV (octobre 1795), Claude Roberjot est réélu député. Il siège au Conseil des Cinq-Cents. Il est tiré au sort pour en partir le 1er prairial an V (20 mai 1797).  
Le 2 nivôse an VI (22 décembre 1797), il est nommé ministre plénipotentiaire à Hambourg à la place de Pierre-Louis Guinguené, puis à La Haye. En messidor (juin 1798), il est désigné troisième ministre plénipotentiaire au second congrès de Rastadt aux côtés de Bonnier d'Alco et de Debry.
Ce congrès avait pour but de régler les désaccords concernant l'occupation de certaines régions d'Allemagne par la France, en particulier la rive gauche du Rhin, à la suite de la signature du traité de Campo-Formio. Roberjot prend une part importante  aux délibérations du Congrès, qui durait depuis six mois déjà, quand les défaites de Jourdan permettent à l'Autriche de rompre les négociations. Le 25 avril 1799, les trois plénipotentiaires français décident de partir et réclament une escorte qui leur est refusée. Ils quittent le château, le 28, au soir, en cinq voitures, lorsque, un peu plus loin, ils sont attaqués par une troupe de hussards autrichiens. Claude Roberjot et Antoine Bonnier d'Alco sont assassinés et Jean Debry très sérieusement blessé.

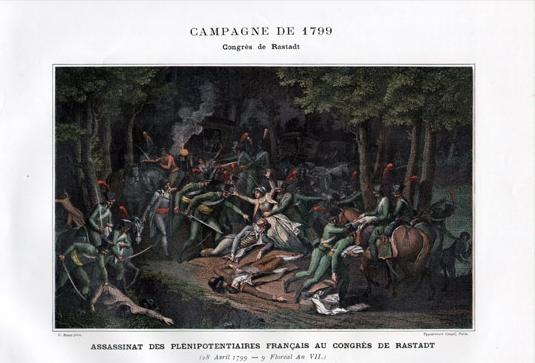
Assassinat des Plénipotentiaires Français à Rastadt (28 avril 1799). Typogravure originale de Boussod et Valadon d'après C. Monet, 1893.

Le Conseil décide alors que jusqu'à son remplacement son nom soit proclamé solennellement à chaque appel nominal, et qu'à cet appel le président répondrait : « Que le sang des ministres français assassinés à Rastadt retombe sur la maison d'Autriche ! » et que la place du représentant Roberjot soit occupée par un costume couvert d'un crêpe noir. Une fête funèbre est décrétée en son honneur et Garat prononce son oraison funèbre.

## Postérité
En avril 1911, le nom de Claude Roberjot ainsi que ceux de Jean Le Vacher, d'André Piolle, de Nicolas Hugon de Basville, d'Antoine Bonnier, de Victor Fontanier, de Jules Moulin, de Léon Herbin et de quatre autres diplomates français morts victimes du devoir, sont gravés sur une plaque en marbre noir inaugurée par Jean Cruppi et fixée dans le péristyle précédant le vestibule du bâtiment des archives au ministère des Affaires étrangères.
Une rue et une école maternelle (située dans cette rue) portent son nom à Mâcon.